# 社稷棒球場
社稷棒球場（：／ Sajik Yagujang */?），是韓國的一座大型棒球場，位於全球大都市釜山的東萊區，是韓國職棒樂天巨人的主場。社稷棒球場也曾經主辦過2002年亞洲運動會棒球項目。

## 外部連結
- 社稷棒球場在台灣棒球維基館上的頁面（繁體中文）